# 57
Năm 57 là một năm trong lịch Julius. 